# اندیس منطقه ۳ جیان
منطقه ۳ جیان یک اندیس فلزی است که در حوالی شهر جیان استان فارس قرار دارد و مادهٔ معدنی موجود در آن، مس است.سنگ میزبان این اندیس شیل ، ماسه سنگ، آهک ، مارن است و دیرینگی آن به دوران ژوراسیک می‌رسد. در این اندیس، پاراژنز‌های پیریت، باریت یافت می‌شوند.